# Villa Reichstein
Die Villa Reichstein oder Villa Fohrde ist eine denkmalgeschützte ehemalige Sommervilla des Brandenburger Fabrikbesitzers Carl Reichstein, der einer der Gründer der Brandenburger Brennaborwerke war. Sie befindet sich im Ortsteil Fohrde der Stadt Havelsee und wurde mehrfach umgebaut.

## Bauwerk

Historische Colorierung

Die Villa Reichstein ist ein Gebäude mit teilweise klassizistischen Elementen. Sie befindet sich auf einem parkähnlichen Grundstück mit direktem Zugang zur Havel. Auffälligstes Gebäudeteil ist ein turmartiger Eckrisalit an der nordwestlichen Ecke des Gebäudes. Dieser Risalit besitzt im Gegensatz zum sonst zweigeschossigen Gebäude drei Stockwerke. Das dritte Stockwerk befindet sich auf Höhe des Walmdachs des restlichen Gebäudes. Daneben findet sich über dem obersten Fenster ein Fries und für diese Teilgebäude ein Flachdach. Das Rechteckfenster im mittleren Geschoss des Risalits verfügt über eine Fensterverdachung mit klassischem Dreiecksgiebel. Ähnliche Verdachungen weisen sonst die Fenster im unteren Geschoss auf der Südseite des Gebäudes auf. Weitere Merkmale der Villa Reichstein sind ein Sockel, Gesims auf der Süd- und auf der Westseite des Gebäudes und am Risalit, Ecklisenen, Quaderputz, einige Blenden und ein Portal mit breiter Treppe in den Park. Gegenüber den klassizistischen Elementen deutlich stilbrechend sind die moderne Tür im Westportal, die neben dem Risalit schmucklos gehaltene Nordfassade mit einer modernen Überdachung eines Nebeneingangs ins Kellergeschoss, neue, mit Blechen ausgekleidete Dachgauben und ein eingeschossiger moderner Anbau an der östlichen Außenwand des Gebäudes, die jeweils deutliche Kontraste zur sonst älteren Architektur des Gebäudes bilden.
Ursprünglich war die Villa als Sommerresidenz eingeschossig mit flachem Dach gebaut und der heutige Risalit ein tatsächlicher dreigeschossiger Wohnturm in der nordöstlichen Ecke des Hauses. Statt eines Daches verfügte der Turm über eine Aussichtsplattform mit Fahnenstange. Nach Umbauarbeiten wurde dem Gebäude ein zweites Stockwerk und das Walmdach aufgesetzt und die Brüstung der Aussichtsplattform des Turms wurde abgenommen. Aufgrund dieser Genese ist die unterschiedliche Gestaltung beispielsweise der Fenster im später aufgesetzten oberen Stockwerk gegenüber denen des unteren Stockwerks des Gebäudes zu erklären.

## Nutzungsgeschichte
Die Villa wurde neben weiterem Besitz 1903 von den brandenburgischen Industriellen Carl und Adolf Reichstein erworben. Vorbesitzer war ein Herr A. Naumann, der um Fohrde einige Ziegeleien betrieb, die ebenfalls von der Familie Reichstein aufgekauft und nach dem Tode Adolf Reichsteins aufgrund der mangelhaften Rentabilität abgerissen wurden. Carl Reichstein verstarb 1931. 1942 erwarb der Rüstungsunternehmer Hans Eltze das Anwesen. Nach dem Ende des Zweiten Weltkriegs wurde es 1949 durch das Amtsgericht Brandenburg enteignet und „auf das Volk übertragen“. Daraufhin wurde die Villa ab dem 25. August 1950 als Schule genutzt. Die Schule trug den Namen August Bebels. In ihr besuchten die Schülerinnen und Schüler der Dörfer Fohrde und Tieckow die 1. bis 4. Klasse, ehe sie auf die Polytechnische Oberschule „Johann Wolfgang von Goethe“ in Pritzerbe wechselten. 1992 bis 1993 erfolgte eine vollständige Sanierung des Gebäudes. Seitdem wird sie vom Villa Fohrde e.V. als Bildungs- und Tagungsstätte genutzt. In der Einrichtung werden Seminare und andere Veranstaltungen angeboten und durchgeführt. 2010 wurden bestehende Gebäude um Neubauten erweitert.